# 147
| 147                |
| ------------------ |
| Dødsfald - Fødsler |
|                    |

| Gregoriansk kalender | 147 CXLVII              |
| Ab urbe condita      | 900                     |
| Armensk kalender     | I/T                     |
| Kinesiske kalender   | 2843 – 2844 丙戌 – 丁亥 |
| Etiopisk kalender    | 139 – 140               |
| Jødisk kalender      | 3907 – 3908             |
| Hindukalendere       |                         |
| - Vikram Samvat      | 202 – 203               |
| - Shaka Samvat       | 69 – 70                 |
| - Kali Yuga          | 3248 – 3249             |
| Iransk kalender      | 475 BP – 474 BP         |
| Islamisk kalender    | 490 BH – 489 BH         |

Se også 147 (tal)